# Dobrova-Polhov Gradec
 Dobrova-Polhov Gradec  est une commune située dans la région de la Basse-Carniole en Slovénie. La commune tire son nom des deux villages principaux qui la composent, Dobrova et Polhov Gradec.

## Géographie
La commune est localisée au centre de la Slovénie dans la banlieue occidentale de la capitale Ljubljana.

### Villages
Les villages qui composent la commune sont Babna Gora, Belica, Brezje pri Dobrovi, Briše pri Polhovem Gradcu, Butajnova, Črni Vrh, Dobrova, Dolenja vas pri Polhovem Gradcu, Draževnik, Dvor pri Polhovem Gradcu, Gabrje, Hrastenice, Hruševo, Komanija, Log pri Polhovem Gradcu, Osredek pri Dobrovi, Planina nad Horjulom, Podreber, Podsmreka, Polhov Gradec, Praproče, Pristava pri Polhovem Gradcu, Razori, Rovt, Selo nad Polhovim Gradcem, Setnik, Smolnik, Srednja vas pri Polhovem Gradcu, Srednji Vrh, Šentjošt nad Horjulom, Stranska vas et Šujica.

## Démographie
Entre 1999 et 2021, la population de la commune a augmenté graduellement pour atteindre près de 8 000 habitants,.
Évolution démographique
| 1999  | 2000  | 2001  | 2002  | 2003  | 2004  | 2005  | 2006  | 2007  |
| ----- | ----- | ----- | ----- | ----- | ----- | ----- | ----- | ----- |
| 6 325 | 6 437 | 6 553 | 6 654 | 6 737 | 6 817 | 6 905 | 6 973 | 7 071 |
| 2008  | 2009  | 2010  | 2011  | 2012  | 2013  | 2014  | 2015  | 2016  |
| 7 195 | 7 206 | 7 287 | 7 325 | 7 449 | 7 539 | 7 485 | 7 573 | 7 582 |
| 2017  | 2018  | 2019  | 2020  | 2021  |       |       |       |       |
| 7 618 | 7 661 | 7 664 | 7 800 | 7 843 |       |       |       |       |